# Tadashi Maeda (militaire)
Ne pas confondre avec Tadashi Maeda, homme politique.
Tadashi Maeda (前田 精, Maeda Tadashi), né le 3 mars 1898 à Kajiki (préfecture de Kagoshima), mort le 13 décembre 1977, était un militaire de la marine impériale japonaise. Officier lors de l'occupation japonaise des Indes néerlandaises, à la fin de la guerre du Pacifique, il aide les indépendantistes indonésiens. Après la guerre, il travaille dans l'industrie pétrolière

## Biographie

### Origines et début de carrière
Descendant d'une famille de samouraïs, fils d'un principal de collège, il entre à l'école navale à 18 ans. Il est attaché au service des Affaires européennes de l'état-major naval. Il devient aide de camp du contre-amiral Sonosuke Kobayashi, qu'il accompagne au couronnement du roi Georges VI du Royaume-Uni en 1937, puis des amiraux Zengo Yoshida et Kiyoshi Hasega,.

### Seconde Guerre mondiale
Capitaine de vaisseau et attaché naval aux Pays-Bas en 1940, il tente d'avertir les Néerlandais de l'imminence de l'invasion allemande.
Envoyé comme officier de renseignement à Batavia aux Indes néerlandaises (actuelle Indonésie), il cherche à maintenir le commerce entre les Indes néerlandaises et le Japon, en particulier les exportations de pétrole ; en même temps, il organise une cinquième colonne avec des agents comme Shigetada Nishijima .
À la suite de la conquête et de l'occupation de l'archipel indonésien par les Japonais en 1942, il devient officier de liaison entre la Marine japonaise et la 16e armée. Il est nommé gouverneur de la Nouvelle-Guinée néerlandaise. Il prend contact avec les indépendantistes. En 1944, quand le Premier ministre japonais Kuniaki Koiso promet l'indépendance aux Indonésiens, Tadashi Maeda organise pour eux une école de cadres. Le 16 août 1945, il invite chez lui Soekarno, Mohammad Hatta et Achmad Soebardjo et, le lendemain, ils signent leur déclaration d'indépendance. Cette initiative suscite quelques réticences du commandement militaire qui, aux termes de la capitulation japonaise, devait maintenir le statu quo colonial.

### Après la guerre
Après le conflit, il travaille dans l'industrie pétrolière et obtient en 1962 pour des compagnies japonaises la concession des champs pétrolifères de la péninsule de Doberai dans la Nouvelle-Guinée occidentale qu'il avait pu repérer pendant la guerre.